# Balivka, Novi Sanjarî
Balivka (în ucraineană Балівка) este un sat în comuna Kunțeve din raionul Novi Sanjarî, regiunea Poltava, Ucraina.

## Demografie
Componența lingvistică a localității Balivka
     Ucraineană (95,38%)
     Rusă (4,62%)
Conform recensământului din 2001, majoritatea populației localității Balivka era vorbitoare de ucraineană (95,38%), existând în minoritate și vorbitori de rusă (4,62%).